# Anatoli Diátlov
Anatoli Stepánovich Diátlov (en ruso: Анатолий Степанович Дятлов; 3 de marzo de 1931 – 13 de diciembre de 1995) fue un ingeniero nuclear soviético, conocido por haberse desempeñado como ingeniero en jefe adjunto de la Central nuclear de Chernóbil, siendo el supervisor de la fatal prueba de seguridad que resultó en el accidente de Chernóbil en 1986.

## Biografía
Nació en la Unión Soviética, en el Krai de Krasnoyarsk, en una familia de pescadores. Se escapó de casa a los 14 años y en 1959 se graduó en el Instituto de Ingeniería Física de Moscú, trabajó en Komsomolsk del Amur instalando reactores nucleares en submarinos. Tuvo un hijo que murió por leucemia, ya que estuvo expuesto a altos niveles de radiación durante estos años. 
Finalmente, se mudó a Prípiat en el 1973 y trabajó en la Central nuclear de Chernóbil, que estaba siendo construida en ese momento, como jefe adjunto del Reactor 4.
Cumplió 4 de los 10 años de trabajos forzados a los que fue condenado por su responsabilidad en el Accidente de Chernóbil. Fue unos de los pocos empleados del bloque del reactor N.º 4 de Chernóbil que sobrevivieron varios años después hasta su muerte, en 1995, de una enfermedad causada por la radiación.
Tras el desastre, escribió un libro titulado Chernobyl. How it happened, en el que atribuía que el desastre fue por el mal diseño de la central, así como el mal rol del personal.

## Responsabilidad en el accidente de Chernobyl
Es considerado cómplice, junto al director de la central Víktor Briujánov, de los hechos que desencadenaron la explosión del reactor 4 de la Central nuclear de Chernóbil. El día del accidente era jefe adjunto del reactor y todas las decisiones que condujeron al accidente fueron tomadas y/o aprobadas por él directamente.
El 26 de abril de 1986, se puso a prueba por primera vez un sistema de retroalimentación que aprovechaba la energía inercial del movimiento de las turbinas. Este método ahorraría energía. Tras diversos inconvenientes durante el proceso, se tomaron medidas arriesgadas que violaban las políticas de operación. Entre estas medidas, cabe destacar: que momentos previos a la catástrofe en el núcleo del reactor se encontraban solo seis barras de control absorbentes de neutrones, las políticas requerían un mínimo de treinta. El nivel de potencia eléctrica que generaba el reactor rondaba los 200 megavatios, algo totalmente prohibido. Además se apagaron los sistemas automáticos de regulación de la potencia y el sistema refrigerante de emergencia del núcleo (ECCS), entre otros [...].
Este accidente provocó 31 muertes directas (dos por la explosión) y sometió a 600 000 personas a diversos índices de radioactividad durante los trabajos de descontaminación. Más de cinco millones de personas vivieron en áreas contaminadas y/o fueron desplazadas y hoy en día se desconoce el alcance real en la mortalidad y la salud poblacional.

## En la cultura popular
Diátlov ha sido retratado en algunas obras audiovisuales sobre el accidente nuclear de Chernóbil. Fue interpretado por Igor Slavinskiy en el episodio "Disaster At Chernobyl" de la serie documental Zero Hour, estrenada en 2004; por Roger Alborough en el episodio "Chernobyl Nuclear Disaster" de la serie Surviving Disaster, estrenada en 2006; y por Paul Ritter en la miniserie Chernóbil de 2019.